# Neanotis tubulosa
Neanotis tubulosa là một loài thực vật có hoa trong họ Thiến thảo. Loài này được (G.Don) Mabb. mô tả khoa học đầu tiên năm 1980.